# A Very Potter Senior Year
A Very Potter 3D: A Very Potter Senior Year (uváděno také jako AVPSY) je závěrečný díl muzikálové trilogie od divadelní společnosti StarKid Productions. Místo plného muzikálu, jako v předchozích dvou dílech, má nyní muzikál podobu scénického čtení ze scénáře (který napsali Matt Lang, Nick Lang a Brian Holden), s živým zpěvem písní na LeakyConu v Chicagu v Illinois dne 11. srpna 2012. Muzikál obsahuje téměř všechny herce ze StarKidu, včetně Darrena Crisse, který se ke společnosti vrátil a zopakoval si roli Harryho Pottera a Evanna Lynch, která ztvárnila Lenku Láskorádovou v původní filmové sérii a nyní si svou roli zopakovala. Scénář a soundtrack byl zveřejněn v prosinci 2012 a oficiální záběry ze hry byly vydány na oficiálním YouTube kanálu StarKidu dne 15. března 2013. V březnu 2013 získal přes 400 000 zhlédnutí, čímž se stránka StarKid Productions stala nejsledovanější měsíce. Příběh je parodií, založenou na knižní sérii o Harrym Potterovi (zvláště na knize Harry Potter a Tajemná komnata) od J. K. Rowlingové, stejně jako na jeho filmových zpracováních.  

## Osoby a obsazení
| Herec/Herečka    | Postava                                                        |
| ---------------- | -------------------------------------------------------------- |
| Darren Criss     | Harry Potter                                                   |
| Joey Richter     | Ron Weasley                                                    |
| Meredith Stepien | Hermiona Grangerová                                            |
| Jaime Lyn Beatty | Ginny Weasley                                                  |
| Joe Walker       | Tom Riddle/Lord Voldemort                                      |
| Lauren Lopez     | Draco Malfoy                                                   |
| A. J. Holmes     | Zlatoslav Lockhart                                             |
| Dylan Saunders   | Albus Brumbál                                                  |
| Evanna Lynch     | Lenka Láskorádová                                              |
| Brian Holden     | Rubeus Hagrid Remus Lupin Bazilišek                            |
| Brian Rosenthal  | Quirinus Quirrell Seamus Finnigan James Potter                 |
| Nick Strauss     | Fenrir Šedohřbet Sirius Black                                  |
| Joe Moses        | Severus Snape Skoro bezhlavý Nick                              |
| Britney Coleman  | Bellatrix Lestrangeová Dean Thomas                             |
| Jeff Blim        | Aragog                                                         |
| Tyler Brunsman   | Cedric Diggory Lucius Malfoy Minerva McGonagallová             |
| Devin Lytle      | Cho Changová Charlie Weasley                                   |
| Richard Campbell | Neville Longbottom Tom Riddle starší                           |
| Nick Lang        | Sorty Scarfy Arthur Weasley                                    |
| Sango Tajima     | Levandule Brownová                                             |
| Jim Povolo       | Gregory Goyle Rumbleroar Bill Weasley Kentaur Firenze          |
| Lily Marks       | Pansy Parkinsonová Molly Weasleyová                            |
| Arielle Goldman  | Lily Potterová Hannah Abbottová Mary Riddle                    |
| Corey Dorris     | Kingsley Pastorek                                              |
| Denise Donovan   | Paní Coleová                                                   |
| Elona Finlay     | Madam Pomfreyová Šedá dáma                                     |
| Chris Allen      | Ufňukaná Uršula Barty Skrk mladší Pošuk Moody Tom Riddle starí |
| Brant Cox        | Colin Creevey Kouzelnická policie Percy Weasley                |
| Nico Ager        | Thoms Riddle                                                   |
| Alle-Faye Monka  | Fleur Delacourová Albus Potter                                 |
| Eric Kahn Gale   | Kouzelnická policie                                            |
| Pat Brady        | Dáma se sladkostmi                                             |
| Bob Joles        | Vypravěč                                                       |

Bonnie Gruesen, která ztvárnila Hermionu v prvních dvou muzikálech, se nemohla v muzikálu objevit kvůli jiným závazkům. Julia Albain, která hrála Crabba a dámu se sladkostmi, byla oznámena mezi herci, ale musela odstoupit.

## Hudební čísla

### 1. jednání
- "This Is the End" – Ron Weasley, Neville Longbottom, Luna Lovegood, Hermione Granger, Smrtijedi
- "Senior Year" – Ron Weasley, Hermione Granger, Ginny Weasley, Harry Potter, ostatní
- "Gilderoy" – Gilderoy Lockhart, ostatní
- "Always Dance" – Albus Dumbledore, Tom Riddle, Zmijozelští
- "When You Have to Go All the Way Home" - Clark Baxtresser, Pierce Siebers
- "Get in My Mouth" – Aragog, Spiders
- "The School Is Mine" – Draco Malfoy, Harry Potter
- "I Was" – Harry Potter, Tom Riddle

### 2. jednání
- "Sidekick" – Ron Weasley
- "Everything Ends" – James Potter, Sirius Black, Remus Lupin, Lily Evans, Severus Snape, Cedric Diggory
- "Goin' Back to Hogwarts (Reprise)" - Harry Potter, Ron Weasley, Professor McGonagall, ostatní
- "Harry Freakin' Potter (Reprise)" - Harry Potter, všichni
- "Days of Summer (Reprise)" - Všichni
- "Goin' Back to Hogwarts (Reprise)" - Harry Potter